# Казевекије (Торино)
Казевекије је насеље у Италији у округу Торино, региону Пијемонт.
Према процени из 2011. у насељу је живело 183 становника. Насеље се налази на надморској висини од 271 м.